# Make Do and Mend

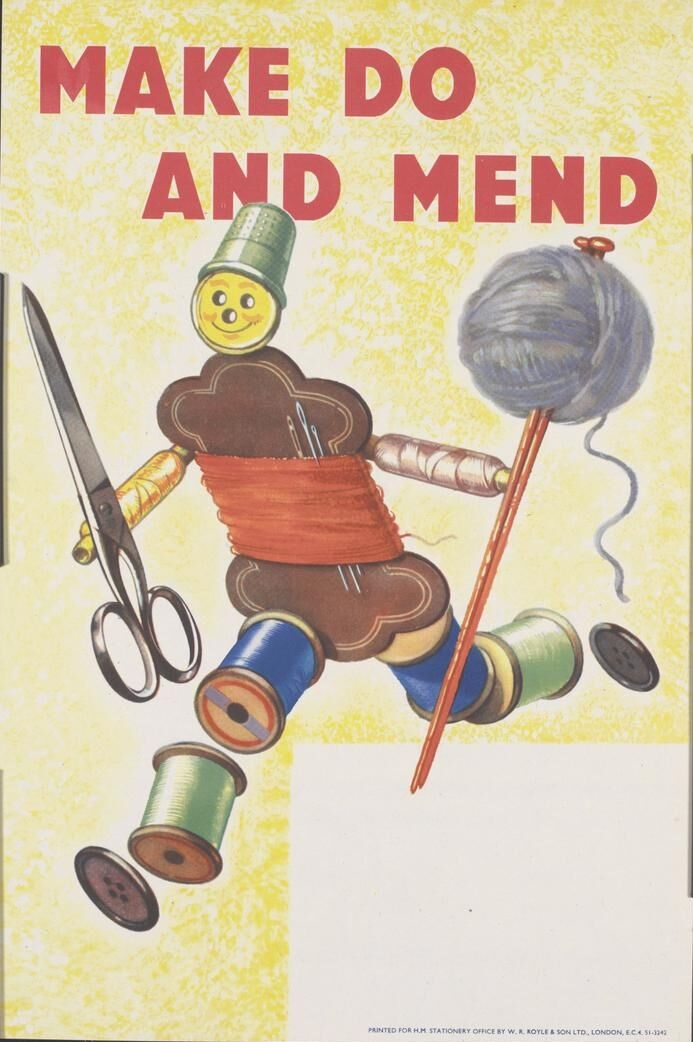
Anuncio promocional de Make Do and Mend, c. 1943. Museo Imperial de la Guerra, Junta de Comercio.

Make Do and Mend («Hacer y reparar») fue una de varias campañas presentadas por el gobierno británico (con la ayuda de organizaciones voluntarias) para reducir el consumo de ropa y ahorrar recursos durante la Segunda Guerra Mundial. Ofreciendo orientación práctica sobre el cuidado, alteración y reparación de ropa, la campaña produjo folletos instructivos. En colaboración con grupos de voluntarios, el plan también ofreció clases de técnicas de artesanía en fibra, como la confección.

## Making-do en la Segunda Guerra Mundial

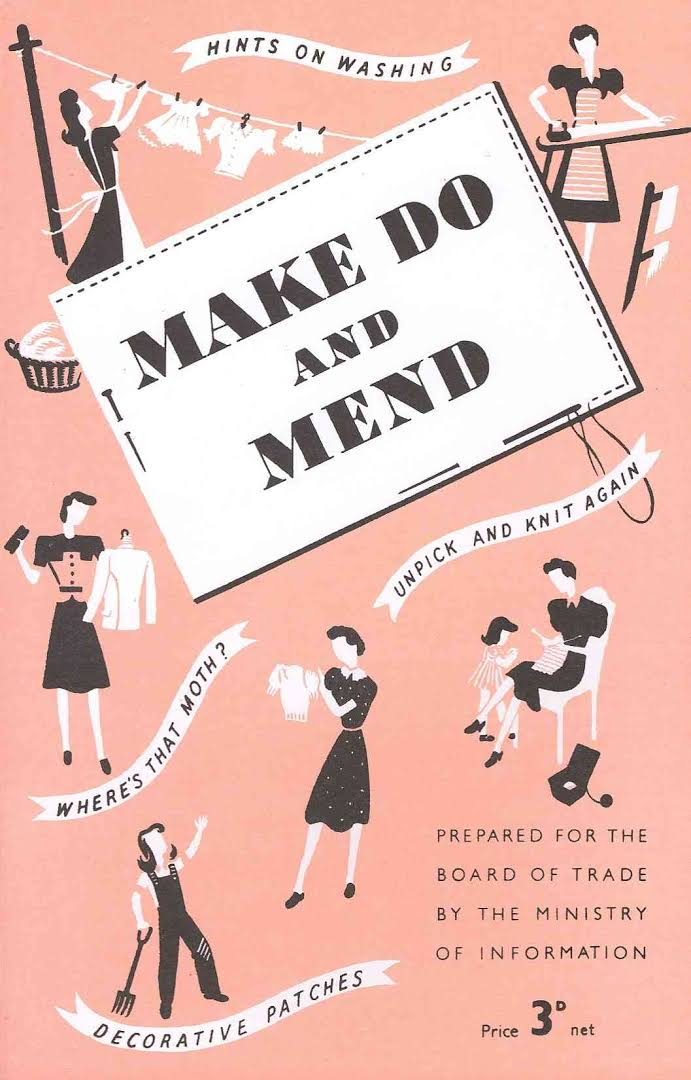
Portada de un folleto Make Do and Mend (1943).

Desde el comienzo de la guerra en 1939, los recursos se agotaron rápidamente y se alentó a las personas a participar en varios medios diferentes para aprovechar al máximo la ropa que ya tenían. Donde los grupos de voluntarios ya proporcionaban habilidades y técnicas para sacar el máximo provecho de las prendas, la Junta de Comercio publicó la Extension of the Life of Clothing – A Preliminary Investigation el 2 de julio de 1941, un documento que consideraba cómo reducir el consumo civil mediante la prolongación del uso de prendas de vestir.
Lanzado en colaboración por la Junta de Comercio junto con grupos voluntarios (incluido el Grupo de Mujeres sobre Bienestar Público y el Instituto de Mujeres (WI), junto con el Consejo Nacional de Servicios Sociales, en 1942, el esquema Make-Do and Mend estableció para promover la educación en las técnicas de confección y sastrería, reparación de ropa, costura y tejido, y cuidado de la ropa.
Con el aumento en el índice del costo de vida y la implementación del racionamiento de ropa en 1941, se podían hacer ahorros creando prendas a través de la costura, el punto y el ganchillo caseros, o remendando o alterando ropa vieja, aumentando el atractivo de usar o aprender nuevas técnicas.
Make Do and Mend cimentó la frugalidad a través del ahorro como una contribución importante al esfuerzo de guerra, algo en lo que muchas personas y familias ya tenían buena práctica, especialmente cuatro años después de la guerra.

## Campaña
En 1943, el Ministerio de Información mostró un noticiero que animaba al público civil a reparar y modificar la ropa y reutilizar las telas para ahorrar recursos valiosos para el esfuerzo bélico. Después del estreno del cortometraje, que describía proyectos potenciales para el alcantarillado doméstico establecido, opciones para aquellos que deseen aprender nuevas habilidades de confección y aquellos que no tienen cupones, Make Do and Mend se promovió aún más a través de varios programas creados por el gobierno. carteles promocionales, y folletos.
La Junta de Comercio produjo el primer folleto informativo Make Do and Mend en 1943, que contenía más información sobre el esquema y se distribuyó entre la población. Dichos folletos instructivos contenían consejos que incluían diferentes formas de reparar, zurcir y remendar prendas, cómo proteger la ropa de las polillas y métodos de lavado, así como instrucciones sobre cómo remodelar ropa de hombre en prendas de mujer. Los folletos de asesoramiento, junto con otros materiales promocionales, incluidas películas y carteles que se utilizaron para informar al público sobre los beneficios y los métodos de reparación y fabricación, a menudo mostraban a Mrs Sew And Sew («Sra. Coser y Coser»), un personaje que se hizo muy conocido como parte de la campaña.
Junto a las iniciativas gubernamentales, la prensa popular no solo publicitó la campaña, sino que produjo varias guías prácticas sobre el cuidado y la reparación de ropa, así como técnicas de confección, junto con artículos que cubren el esquema Make Do and Mend. El Instituto de la Mujer y el Servicio de Voluntariado de la Mujer (WVS, por sus siglas en inglés) ofrecieron clases nocturnas para enseñar diferentes habilidades, que también sirvieron como un espacio colectivo para compartir la solidaridad con los demás. El WVS estableció intercambios de ropa donde las prendas de los niños podían intercambiarse una vez que se les quedaban pequeñas, una forma más de acceder a la ropa escasa durante la guerra.